# Хаясімо
«Хаясімо» (Hayashimo, яп. 早霜) — ескадрений міноносець Імперського флоту Японії типу «Югумо», який взяв участь у Другій світовій війні.

## Історія створення
Корабель був закладений 20 січня 1943 року на верфі ВМФ в Майдзуру. Спущений на воду 20 жовтня того ж року, вступив у стрій 20 лютого 1944 року.

## Історія служби
Більш як два місяці після завершення «Хаясімо» провів у водах Японського архіпелагу, при цьому він здійснив кілька переходів між місцевими портами для супроводу легкого авіаносця «Рюхо».
11—16 травня 1944-го «Хаясімо» та шість інших есмінців ескортували з Японії до Таві-Таві (у філіппінському архіпелазі Сулу поряд з нафтовидобувними районами острова Борнео) загін із 3 авіаносців, 3 легких авіаносців і 1 лінкора (японське командування готувалось до ворожої атаки на головний оборонний периметр імперії, який проходив через Маріанські острови, Палау та захід Нової Гвінеї, до того ж через дії американських підводних човнів на комунікаціях видавалось доцільним тримати флот ближче до районів видобутку нафти). Протягом кількох наступних тижнів «Хаясімо» кілька разів виходив з Таві-Таві для протичовнових заходів (можливо відзначити, що в першій декаді червня американський підводний човен протягом 4 діб потопив у цьому районі одразу 3 есмінці).
12 червня 1944-го американці розпочали операцію з оволодіння Маріанськими островами і наступної доби японський флот вийшов з Таві-Таві для контратаки. Під час битви у морі Філіппінському 19—20 червня «Хаясімо» разом з іншими 8 есмінцями становив охорону «загону В», основну силу якого становили 2 авіаносці та легкий авіаносець. 20 червня есмінець підібрав понад дві сотні вцілілих із потопленого авіацією авіаносця «Хійо». У битві японці зазнали важкої поразки і 24 червня «Хаясімо» прибув до Японії.
1 липня 1944-го «Хаясімо» та ще один есмінець вийшли з Куре для супроводу 2 важких крейсерів, які доставили війська та припаси до Маніли і Замбоанги (західне завершення Мінданао), а 12 липня прибули до Сінгапура. Наступні 3 місяці «Хаясімо» провів в районі Сінгапура, при цьому з 15 серпня він належав до 2-ї дивізії ескадрених міноносців.
14 жовтня 1944-го «Хаясімо» та ще один есмінець вийшли із Сінгапура в Манілу з завданням евакуювати штаб 33-ї армії до в'єтнамського Сайгону (зараз Хошимін). Втім, після початку 17 жовтня операції союзників на Філіппінах есмінці (які вже були на підході до Маніли) відкликали до Брунею, де 20 жовтня вони приєднались до основних сил. Невдовзі останні рушили далі, при цьому розділились на дві частини. «Хаясімо» увійшов до ескорту головного з'єднання адмірала Куріти, яке 24 жовтня під потужними ударами американської авіації прослідувало через море Сібуян (внутрішня частина Філіппінського архіпелагу на південь від острова Лусон). Далі сили Куріти вийшли у Філіппінське море та 25 жовтня провели бій біля острова Самар з групою ескортних авіаносців. Під час останнього на «Хаясімо» від близьких вибухів бомб розпочався масштабний витік палива, що призвело до зупинки машин. Допоки провадили ремонт, корабель зазнав нових пошкоджень унаслідок обстрілу з літаків (зокрема, було втрачене комунікаційне обладнання), проте у підсумку зміг рушити наздогін за головними силами, що відступали тим же шляхом, які прибули. У супроводі есмінця «Акісімо» «Хаясімо» ввечері 25 жовтня встиг увійти до протоки Сан-Бернардіно перш, ніж сюди прибули ворожі надводні кораблі.

### Загибель
Вранці 26 жовтня 1944-го «Акісімо» отримав наказ прослідувати для допомоги легкому крейсеру «Носіро». Полишений один «Хаясімо», на якому залишалось лише кілька тонн палива, зміг дістатись до острова Семірара (на виході з внутрішніх боїв Філіппін у море Сулу), де капітан посадив його на мілину. За півтори години пізніше «Хаясімо» уразили авіаційною торпедою в носову секцію, проте елементи конструкції корабля так загнулись, що він зберігав здатність до навігації, але не міг рушити через брак палива. Невдовзі до «Хаясімо» підійшов есмінець «Окінамі», який встиг перекачати певний обсяг палива, перш ніж полишив район через загрозу повітряної атаки. Після отриманого від «Окінамі» повідомлення японське командування вислало на допомогу два есмінці «Фуджінамі» та «Сірануї», які прибули вранці 27 жовтня і вже невдовзі були атаковані й потоплені ворожими літаками. Протягом доби «Хаясімо» зазнав додаткових пошкоджень від близьких розривів та втратив здатність до навігації, на кораблі виникла пожежа.
28 жовтня 1944-го за наказом капітану більшість команди перебралась на розташований поблизу острівець. 1 листопада поряд приводнився літак з важкого крейсеру «Наті», через який вдалось передати до Маніли повідомлення щодо необхідності евакуації персоналу (проте зазначалось, що моряки мають запас продовольства на два місяці). 12 листопада кілька невеликих суден забрали 120 членів екіпажу «Хаясімо», проте три десятки моряків залишились на есмінці. Їхнім завданням було перешкоджати можливим ворожим спробам проникнути на корабель, допоки не буде доставлена вибухівка для його підриву. 30 листопада на тлі постійних прольотів ворожих літаків залишки команди перебрались на острівець, а 3 грудня «Хаясімо» був атакований та отримав пряме влучання бомбою, яка завдала додаткових серйозних руйнувань. Після цього моряки з острівця на двох суденцях полишили місце загибелі есмінця та дістались до острова Міндоро.